# CJ Washington
CJ Washington (* 20. September 1979 in Baton Rouge, Louisiana) ist ein US-amerikanischer Schiedsrichter im Basketball, der seit dem Jahr 2014 in der NBA tätig ist. Er trägt die Uniform mit der Nummer 12.

## Karriere

### College-Basketball
Vor dem Einstieg in die NBA arbeitete er zehn Jahre als College-Basketballschiedsrichter u. a. in der Southeastern Conference, Conference USA, Southwestern Athletic Conference und Southland Conference.

### National Basketball Association
Washington begann im Jahr 2014 seine NBA-Schiedsrichterlaufbahn beim Spiel der New Orleans Pelicans gegen die Minnesota Timberwolves.
Zuvor war er acht Jahre als Schiedsrichter in der NBA G-League tätig.